# 79th New York Regiment

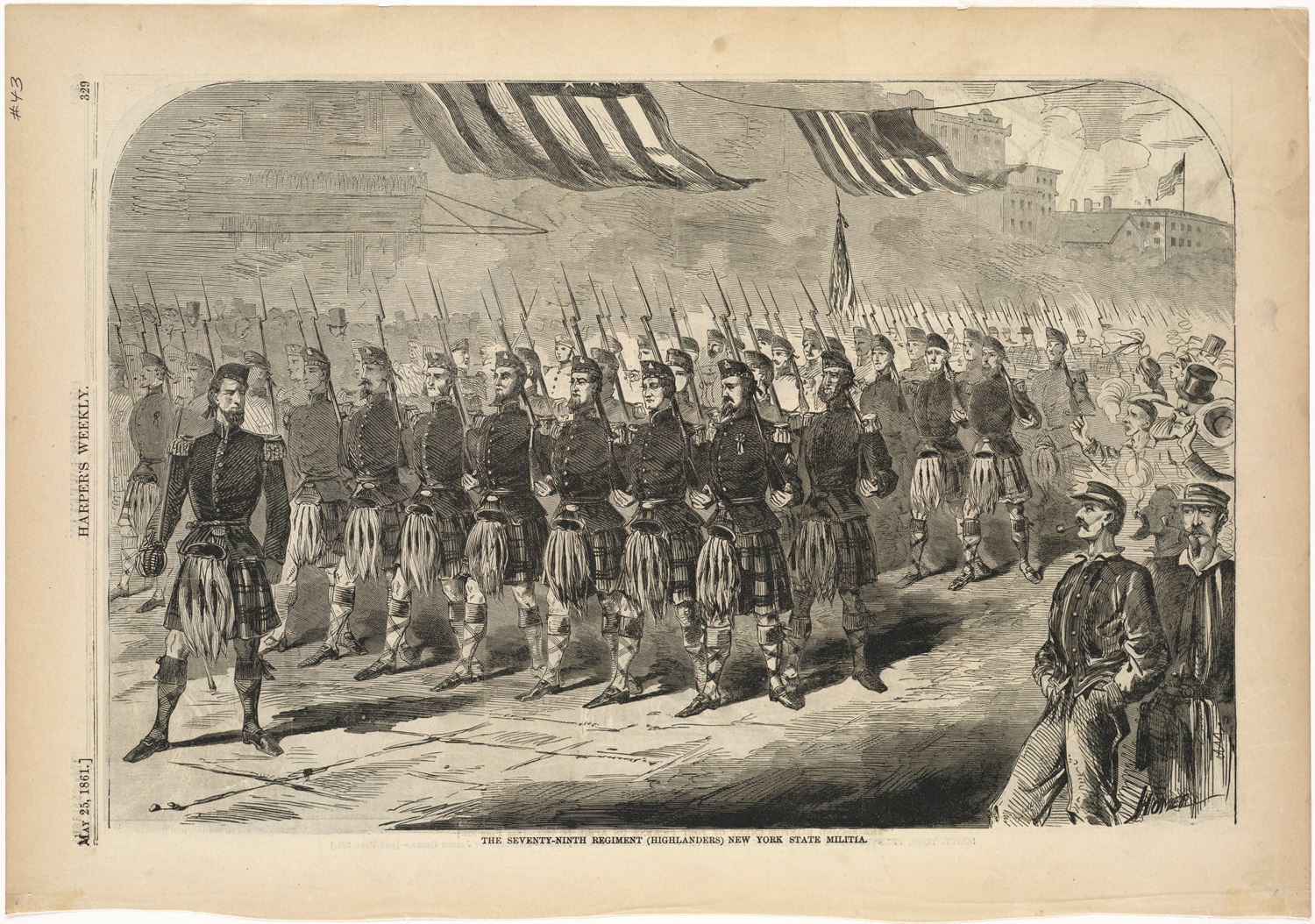
Le 79th New York Regiment - publié le 25 mai 1861 dans le Harper's Weekly

Le 79th New York Regiment ou 79th New York Volunteer Infantry a été créé initialement comme un régiment de la milice en 1859, composé principalement d'immigrants écossais.

## Recrutement, formation, uniformes
Le régiment ne parvient pas à entrer en service pour une durée de trois mois. Il entre alors en service pour une durée de trois ans à compter du 29 mai 1861(p2841).

## Batailles
D'abord sous les ordres du colonel J. C. Cameron, frère du secrétaire à la guerre, à compter de juin 1861, le régiment gardera le surnom des « highlanders de Cameron ».

### La campagne de Bull Run

#### La première bataille de Bull Run
Le 79th New York Regiment participe à la première bataille de Manassas en tant que troisième brigade de la division de Tyler sous les ordres du colonel William Tecumseh Sherman. Sherman engage ses quatre régiments mais pas simultanément. Ainsi, le 79th New York Infantry succède au 2nd Wisconsin Infantry, et est repousse sous un déluge de feu qui abat un homme sur huit et un officier sur quatre en une heure. Les survivants se replient vers la Sudley Road(p144).
À l'issue des combats, le régiment a subi 189 morts dont le colonel Cameron.
Après les combats, le lieutenant-colonel Morrison, qui assure le commandement du régiment en l'absence du colonel Addison Farnsworth, alors malade, fait un voyage sur New York pour ramener les soldats des « Highlanders » qui ont été libérés sur parole après avoir été fait prisonniers lors de la première bataille de Bull Run.

#### La mutinerie
Le taux d'attrition du régiment, très élevé, va aboutir à une mutinerie. Lors d'une visite du président Lincoln, l'un des hommes se plaint vainement du colonel Sherman. Dans les jours qui suivent, les hommes souffrent de multiples maladies, comme des diarrhées chroniques, qui atteignent leur moral. Plusieurs officiers démissionnent. Selon les règles en vigueur, les hommes s'attendaient à revenir à New York pour élire leurs nouveaux officiers. Une pétition en ce sens est envoyée à Simon Cameron, secrétaire à la guerre.
En réponse, Simon Cameron écrit : « Le secrétaire à la guerre croit que, en considération des valeureux services du 79th New York, et de ses pertes au combat et après les blessures reçues dans deux dures batailles, il a le droit à une considération spéciale de son pays ; et il ordonne que le régiment soit envoyé dans l'un des forts de la baie de New York, pour être complété par de nouvelles recrues, et que le colonel Stevens reprenne son commandement ».
Le colonel Isaac Stevens prend le commandement du régiment à la même période.
En appliquant une stricte discipline, le colonel Stevens fait face à une « mutinerie » des hommes du régiment qui ne comprennent pas pourquoi ils ne retournent pas à New York. Il envoie la liste des hommes qui ont participé à cette mutinerie au général McClellan qui décide dans son « Special Order No. 27 » de retirer les couleurs du régiment.
Le général George McClellan rendra ses couleurs au régiment après les événements de Lewinsville le 11 septembre 1861.

### La campagne de James Island

#### La bataille de Secessionville

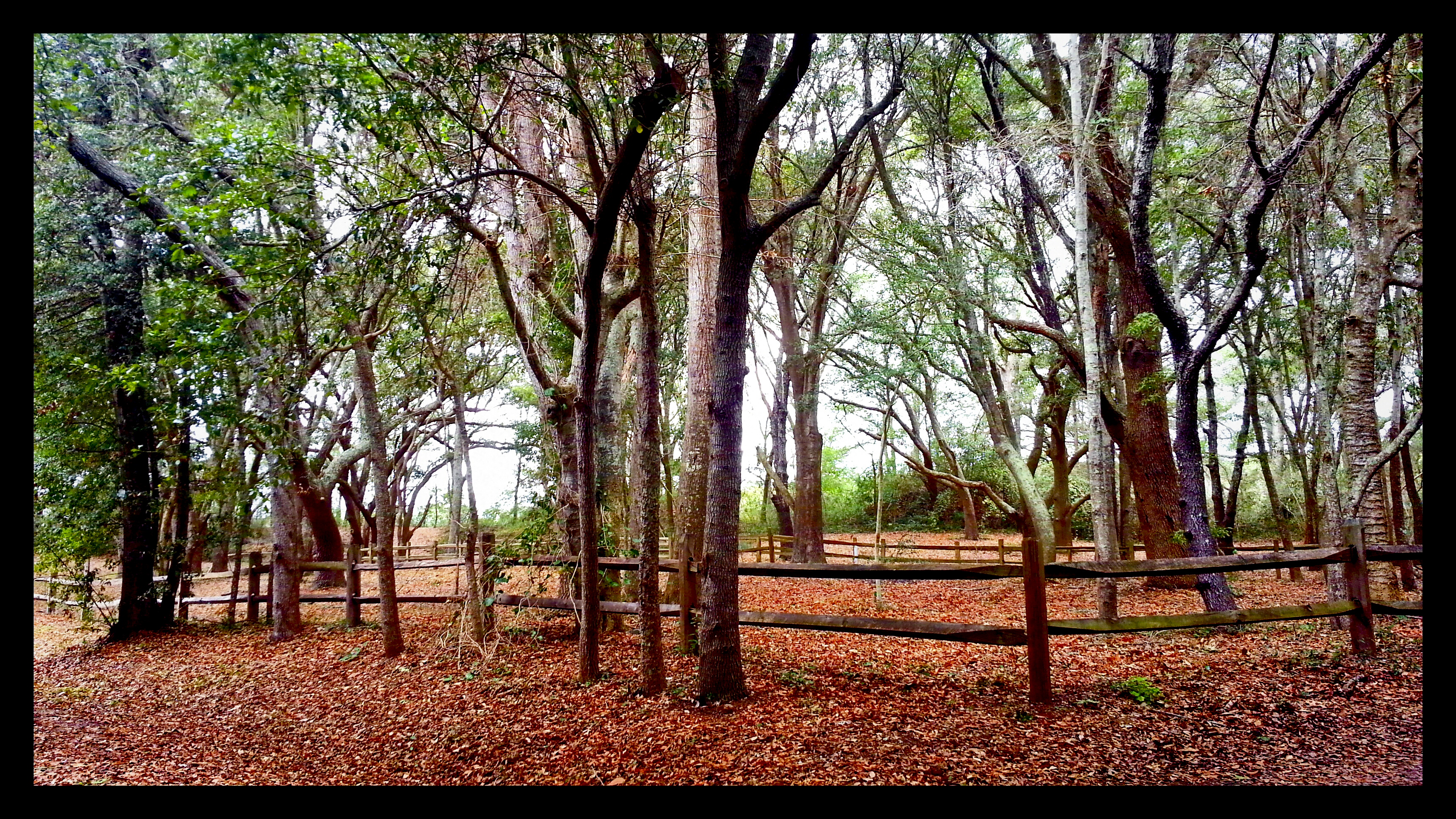
Vue du champ de bataille de Secessionville.

Les forces de l'Union, d'environ 10 000 hommes et positionnées sur l'île, étaient sous les ordres du brigadier général Henry W. Benham. Le 16 juin 1862, le plan d'attaque consistait en une attaque frontale par la division de général Stevens pour s'efforcer de prendre les fortifications confédérées. La division du général H.G. Wright devait faire une attaque sur le flanc gauche ou soutenir l'assaut principal selon les circonstances.
Alors qu'un régiment de la première brigade refluait, le 79th New York « Highlanders » attendait en réserve derrière un fossé. Puis le régiment est mis en action pour monter à l’assaut du fort. Plusieurs tirs de canons fauchent des hommes du 79th New York « Highlanders » lors de la progression. Bien qu'ils atteignent le parapet du fort, faute de soutien de la part de la division du général Wright, ils sont contraints de refluer.
Néanmoins le général Stevens a complimenté les hommes du « 79th New York Highlanders » pour leur bravoure et leur héroïsme.
Un second assaut est planifié après 20h30. Le colonel Morrison dirige l'assaut sur Tower Battery. Il est alors blessé à la tête. Le régiment est arrêté derrière un fossé. Mais les tirs d'artillerie confédérée repoussent une nouvelle fois le régiment.
Les pertes du 79th New York Regiment s'élèvent à 110 morts, blessés ou prisonniers (9 morts, 67 blessés et 34 disparus).

#### La seconde bataille de Bull Run
Le matin du 29 août 1862, le 79th New York « Highlanders » est positionné entre Blackburn's Ford et Centreville. Le régiment est mis en mouvement et est placé à la gauche de la division de Schimmelfennig et à gauche de la brigade du colonel Kryzanowski. Le 79th New York « Highlanders » monte en ligne sous les tirs des tireurs d'élite confédérés. Le régiment reçoit l'ordre de tirer à volonté ce qui disperse les tireurs d'élite confédérés et tient sa position jusqu'à la nuit. Mais isolé, il se retire durant la nuit pour se placer à l'orée d'un bois.
Le matin du 30 août 1862, le général Isaac Stevens envoie des tirailleurs sous les ordres du capitaine More reconnaître les positions confédérées. Mais dès que la ligne de tirailleurs sort du bois, elle se retrouve prise sous un feu intense. Elle recule donc et le capitaine More est blessé mortellement à cet instant. Le 79th New York « Highlanders » se retrouve alors au contact de l'ennemi jusque tard dans l'après-midi. À 18 heures, les troupes fédérales à la gauche du régiment reculent et les troupes confédérées placées devant le 79th New York « Highlanders » se préparent à lancer un assaut. Pour éviter l'encerclement, le général Pope fait reculer le régiment.
À la fin de la journée, le régiment se retire alors vers Centreville.

#### La bataille de Chantilly

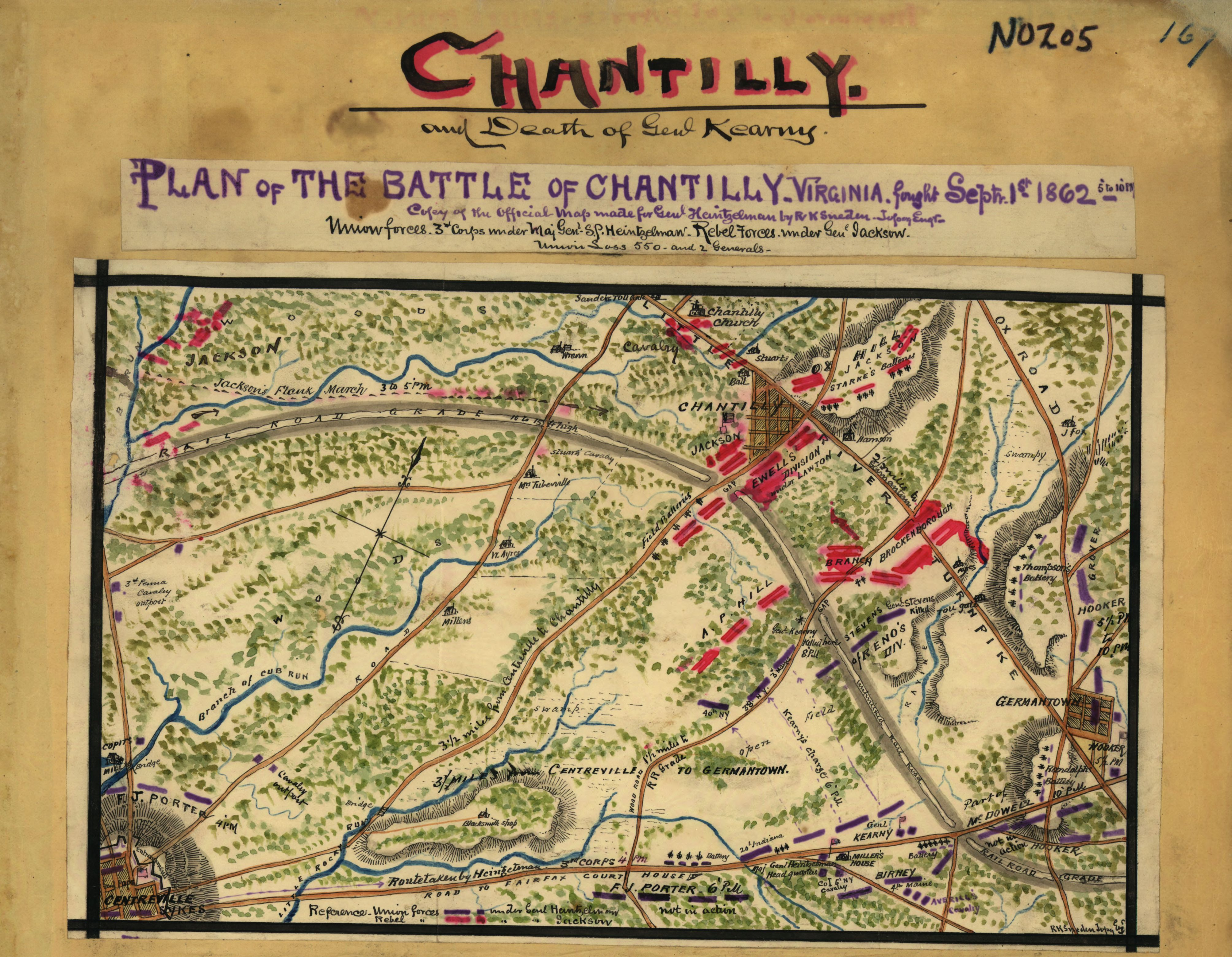
Plan de la bataille de Chantilly.

Après la seconde bataille de Mannassas, le 79th New York « Highlanders » se retrouve à 1,6 kilomètre à l'ouest de Centreville affamé et démoralisé.
Le 1er septembre 1862, remis de ses blessures reçues à la bataille de James Island, le lieutenant-colonel Morrison rejoint le régiment et remplace le lieutenant-colonel Farnsworth. Le régiment est déplacé vers la route à péage de Little River. Le général Stevens s'attendait à une manœuvre de contournement de la part des confédérés. Pour estimer la force réelle de la division le général Stevens fait compter les fusils ; le capitaine Hazard Stevens remonte alors le chiffre de 2012 fusils pour le régiment à comparer avec les 4 000 hommes présents le 13 août 1862 à Fredericksburg.
Rejoint par la division amoindrie du général Reno, le 79th New York « Highlanders » tient la droite du dispositif de l'Union. Les éclaireurs de la cavalerie fédérale rapportent alors que le régiment se dirige vers une colonne ennemie qui descend le long de la route à péage vers Chantilly.
Pour protéger la ligne de retraite fédérale, le Général Stevens demande au lieutenant-colonel Morison de positionner trois compagnies des « Highlanders » en tirailleurs. Les capitaines Lusk et Ives ainsi que le lieutenant D.G. Falconer sont chargés de commander cette ligne. La ligne est mise en mouvement et un premier contact est établi avec les tirailleurs confédérés qui reculent. La ligne reçoit l'ordre de poursuivre sa progression pour découvrir les positions ennemies. La ligne se retrouve alors sous le feu confédéré dans un verger et recule. Le général Stevens ordonne alors au 79th New York « Highlanders » de mener une contre-attaque dirigée par le lieutenant-colonel Morrison. Durant cette poussée, les couleurs du régiment tombent au sol par deux fois. Le général Stevens les relèvent alors et emmène le régiment aux cris de « Highlanders ! Mes Highlanders ! Suivez votre général ! » insufflant au régiment et au 28th Massachusetts l'énergie de prendre la position confédérée. C'est à cet instant que le général Stevens est tué d'une balle à la tempe.
L'assaut du 79th New York « Highlander » est alors soutenu par les troupes du général Kearny.
Selon le capitaine Stevens, la soudaineté et la détermination de l'attaque du général Stevens amenèrent le général Jackson à penser qu'une grande partie de l'armée de l'Union fonçait sur lui pour le faire reculer, ce qui eut pour conséquence de le pousser à mettre à l'abri son artillerie qui ne participera pas à la bataille.
À la fin de la journée, le lieutenant-colonel Morrison rendra compte au général Reno du recul des forces confédérées et de la mort du général Stevens. Le 79th New York « Highlander » se retire dans la nuit vers Fort Worth près d'Alexandria.
Le registre d'appel, daté du 3 septembre 1862, montre que le régiment a subi, entre le 16 août et le 2 septembre, 9 tués, 79 blessés et 17 disparus. Seuls restent le lieutenant-colonel David Morrison comme officier de commandement , 7 officiers de ligne et 200 hommes aptes au combat.

### La campagne du Maryland

#### La bataille de South Mountain
Le 14 septembre 1862 à 9h30 du matin, le 79th New York « Highlanders » se trouve près du village de Middletown à la limite de South Mountain. Le confédérés sont retranchés au sommet. Alors que le 79th New York « Highlanders » progresse vers le sommet sur une route parallèle à la crête, l'artillerie confédérée installée en amont pilonne le régiment. Il atteint finalement une ferme à mi-chemin du sommet avec la batterie de Coock. Le feu confédéré s'intensifie et oblige la batterie de Cook à se retirer laissant deux pièces derrière elle. Alors que les confédérés chargent, le 79th New York « Highlanders » se place rapidement derrière un mur.
Le lieutenant-colonel Morrison reçoit l'ordre de prendre les hauteurs en compagnie du 17th Michigan commandé par le colonel Thomas Welsh et du 45th Pennsylvania. La charge déloge les confédérés qui se regroupent derrière des murs. Le 79th New York « Higlanders » est alors stoppé dans un champ de maïs sous le feu de l'artillerie. Le lieutenant Clark avec une soixantaine d'hommes effectue alors un mouvement pour reconnaître la position ennemie. Une fois la route franchie, le détachement se retrouve face à face avec les confédérés qui ouvrent un tir fourni. Il tient cependant la position avant d'être relevé par le 18th Ohio.
Durant la nuit, le régiment est déplacé en première ligne et se retrouve une nouvelle fois sous les tirs d'artillerie.
Pendant ce temps, major-général Jesse L. Reno, le chef de corps, est mortellement blessé par un tir d'un tireur d'élite. Une longue nuit d'attente commence pour le 79th New York « Highlanders » qui s'attend à une contre-attaque des troupes du général Longstreet pour reconquérir le terrain perdu la veille. Mais, les confédérés se sont retirés.

#### La bataille d'Antietam

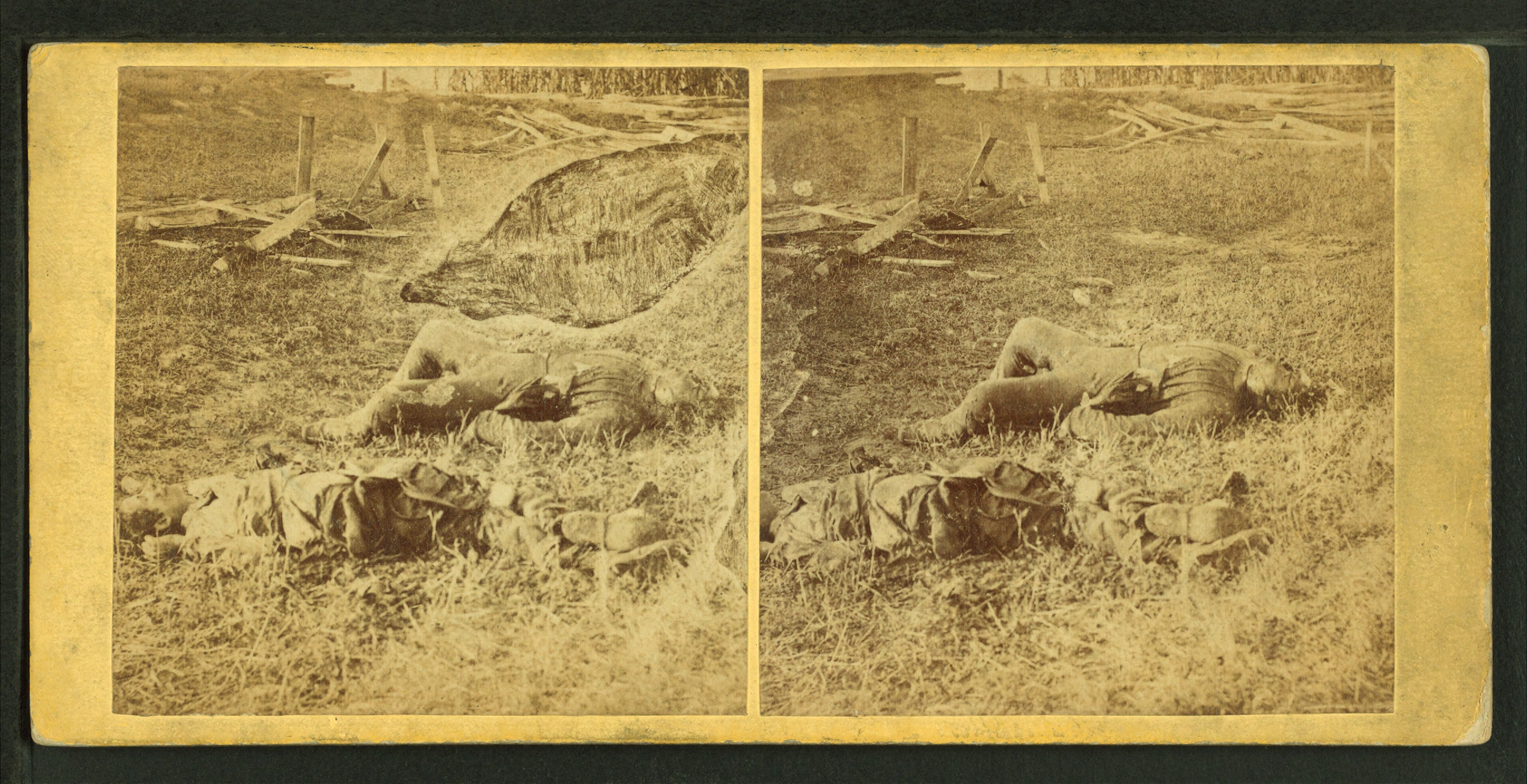
Vue du champ de bataille d'Antietam près de la maison de Sherrick, où le 79th New York Volunteers a combattu après avoirs traversé le ruisseau. Un groupe de confédérés morts.

Après la mort du général J.L Reno, le général J.D. Cox prend le commandement du corps dont dépend le 79th New York « Higlanders ».
Durant la matinée du 17 septembre 1862, le 79th New York « Highlanders » est gardé en réserve. À 14H00, le régiment traverse l'Antietam Creek après la prise du pont par le 31st Massachusetts, le 51st New York et le 21st Massachusetts. Le 79th New York « Highlanders » est alors placé à l'extrême droite du corps et déployé selon une double ligne de tirailleurs. Il charge alors les lignes confédérées. Le régiment avance alors sous les tirs de dix-huit canons mais sa progression est stoppée à un peu moins de 300 mètres des canons confédérés.
Une partie alors de la colonne reflue jusqu'à celle soit rejoint par le 2d US Regular. Le régiment tient alors la position jusqu'à épuisement des munitions puis est retiré.

#### La Bataille de Fredericksburg
Le 12 décembre 1862, le « 79th New York « Highlanders » traverse la Rappahannock River pour former une ligne. Les hommes attendent plusieurs heures une fois la ligne formée pendant qu'un duel d'artillerie a lieu. Puis, le « 79th New York Highlanders » fait la jonction avec les troupes du général Franklin. Ils restent en position pendant la nuit alors que des bâtiments de la ville brûlent à la suite du pilonnage de l'Union. Le 13 décembre 1862 à 15 h 0, la division à laquelle appartient le régiment traverse le Deep Run pour appuyer les troupes du général Franklin. Le 14 décembre, le régiment se repositionne vers la ville.
Le 15 décembre, une cinquantaine d'hommes, sous les ordres du capitaine Lusk et des lieutenants Armour et Menzies sont chargés d'avancer au plus près des lignes ennemies et de tenir leur position en attendant de nouveaux ordres. À la fin de la journée, le régiment se prépare à passer une nouvelle nuit en position mais, peu avant minuit, le régiment se retire avec le reste de l'armée.

### La campagne de Vicksburg
Le 17 février 1863, le lieutenant-colonel Morrison est nommé colonel du régiment. Le régiment est transféré vers l'ouest à partir du 3 juin 1863 alors que le général Grant a besoin de renfort pour prendre Vicksburg. C'est au cours du transfert, que le régiment rencontre pour la première fois des troupes de couleurs, qui sont « accompagnées » par des réfugiés. Le régiment est envoyé à 3 kilomètres en dessous de Haines'Bluff et établit son camp à Milldale. Les hommes du régiment travaillent alors aux travaux de fortification sous une chaleur suffocante. Il participe aussi à des reconnaissances des rives au nord de Haines'Bluff . Ainsi, la compagnie G est prise à partie par des confédérés. Le navire riposte et la compagnie G débarque pour détruire la position confédérée.
Puis le 29 juin 1863, le régiment se déplace à 6 kilomètres de Flower Hill et reprend ses travaux de fortification. Le 4 juillet 1863, la garnison de Vicksburg se rend.

### La campagne de Jackson
L'armée commandée par Sherman poursuit sa progression qui est contestée par celle de Johnston. Le 4 juillet 1863, le régiment traverse la rivière Big Black sur un pont temporaire à Birdsongs' Ferry. Il progresse sous une chaleur éprouvante ; les hommes souffrent de soif d'autant plus qu'ils ne peuvent l'étancher avec la rivière Big Black. Finalement, le régiment fait sa jonction avec l'armée de Sherman à Bolton sous des trombes d'eau. Le régiment parvient à proximité de Jackson le 8 juillet 1863. Le 10 juillet 1863, le régiment et le 45th Pennsylvania sont déployés en tirailleurs. Ils entrent en contact avec les troupes confédérées près de la ligne de chemin de fer du Mississippi Central. La nuit stoppe la progression du 79th New York « Highlanders ».
L'assaut se poursuit le lendemain. Le régiment maintient sa position jusqu'au 12 où la division est relevée par la 2d division du général R.B. Potter. Le régiment se retire 300 mètres en arrière et se positionne entre deux batteries d'artillerie. Il retourne au combat le 14 juillet 1863. Johnston retire ses troupes le 16 juillet 1863. Les troupes détruisent, entre autres, les voies ferrées, brûlent un ou deux ponts. Le colonel Morrison est proposé, à l'issue de cette campagne, pour être nommé au grade de brigadier général. Il ne sera nommé à ce grade qu'à la fin de la guerre faute de place vacante.

### La campagne de l'Est Tennessee
Le 12 août 1863, le régiment quitte Cairo pour Nicholasville qu'il atteint le 18 août 1863 deux jours après être passé par Cincinnati. L'état sanitaire du régiment est fortement dégradé : environ 200 hommes seulement sont valides. Le régiment atteint camp Dick Robinson le 27 août 1863 et Crab Orchard deux jours plus tard. À compter du 10 septembre 1863, alors que la brigade compte environ 800 hommes malades, le lieutenant-colonel More retourne à New York d'où il fait deux voyages pour convoyer des nouvelles recrues. Ce faisant, il manque la campagne à venir et est suppléé à la tête du régiment par le capitaine Montgomery alors que le commandant Simpson est malade. En route, le régiment passe sur les lieux de la bataille de Camp Wild Cat.
Le 15 septembre 1863, le régiment atteint Prague's Mills près de Cumberland Ford. Après la défaite du général Rosecrans à la bataille de Chickamauga, le général Burnside sur presse vers Knoxville pour le soutenir. Le régiment atteint finalement Knoxville le 26 septembre 1863.

#### La bataille de Blue Springs
À l'annonce de l'avancée des confédérés en provenance de Virginie, le XXIIe corps est rappelé avant d'atteindre les troupes du général Rosecrans. Le 3 octobre 1863, les troupes de l'Union se mettent en route pour intercepter les confédérés. Le 79th New York « Highlanders » au sein de la brigade fait partie de l'avant-garde. Il atteint Rogersville Junction. Le 4 octobre 1863, il se positionne 8 kilomètres plus loin à Lick Creek alors que les confédérés se trouvent à Blue Springs à quelques kilomètres de distance. Le colonel Morrison reçoit l'ordre de tenir ses positions à Lick Creek en attendant l'arrivée du reste des troupes du général Burnside qui arrive le 9 octobre.
Le lendemain, le général Ferrero, à la tête de la 1re brigade, reçoit l'ordre d'avancer. Le régiment se met en marche jusqu'à ce qu'il soit sous le feu de l'ennemi. Le colonel Morrison fait alors fixer les baïonnettes et charger, capturant un nombre important de Sudistes. La ligne est ensuite reconstituée avec le 45th Pennsylvania. Les troupes poursuivent leur avancée jusqu'à ce que le feu de l'artillerie adverse les stoppe. La nuit fait cesser les combats.
Au matin, à la reprise de la progression, les troupes de l'Union constatent que les confédérés se sont retirés dans la nuit.

#### La bataille de Campbell's Station
Le 18 octobre 1863, le général Grant prend le commandement de la division militaire du Mississippi qui comprend les départements de l'Ohio, du Cumberland et du Tennessee. Le 20 octobre 1863, le 79th New York « Highlanders » se met en marche ; il traverse Campbell's Station. Il bivouaque à quelque distance de la gare.
Le 21 octobre 1863, des tirs d'artillerie se font entendre. Le régiment atteint Loudon où il érige des fortifications jusqu'au 28 octobre 1863.
Le 13 novembre 1863, une fraction des troupes du général confédéré James Longstreet attaque les avant-postes de l'Union à Loudon lors d'un engagement bref mais celles-ci sont repoussées. Cependant, un contournement de la position oblige le général Burnside à évacuer Loudon et à se retirer vers Knoxville.
La 2d division atteint Campbell's Station. Le 79th New York « Highlanders » est placé, en hauteur, en appui de la batterie de Benjamin. Le général Burnside établit son quartier général juste à l'arrière de la batterie. Deux colonnes confédérées attaquent alternativement au centre droit et à l'extrême droite des positions de l'Union mais sont repoussées par les tirs d'artillerie.

#### Le siège de Knoxville

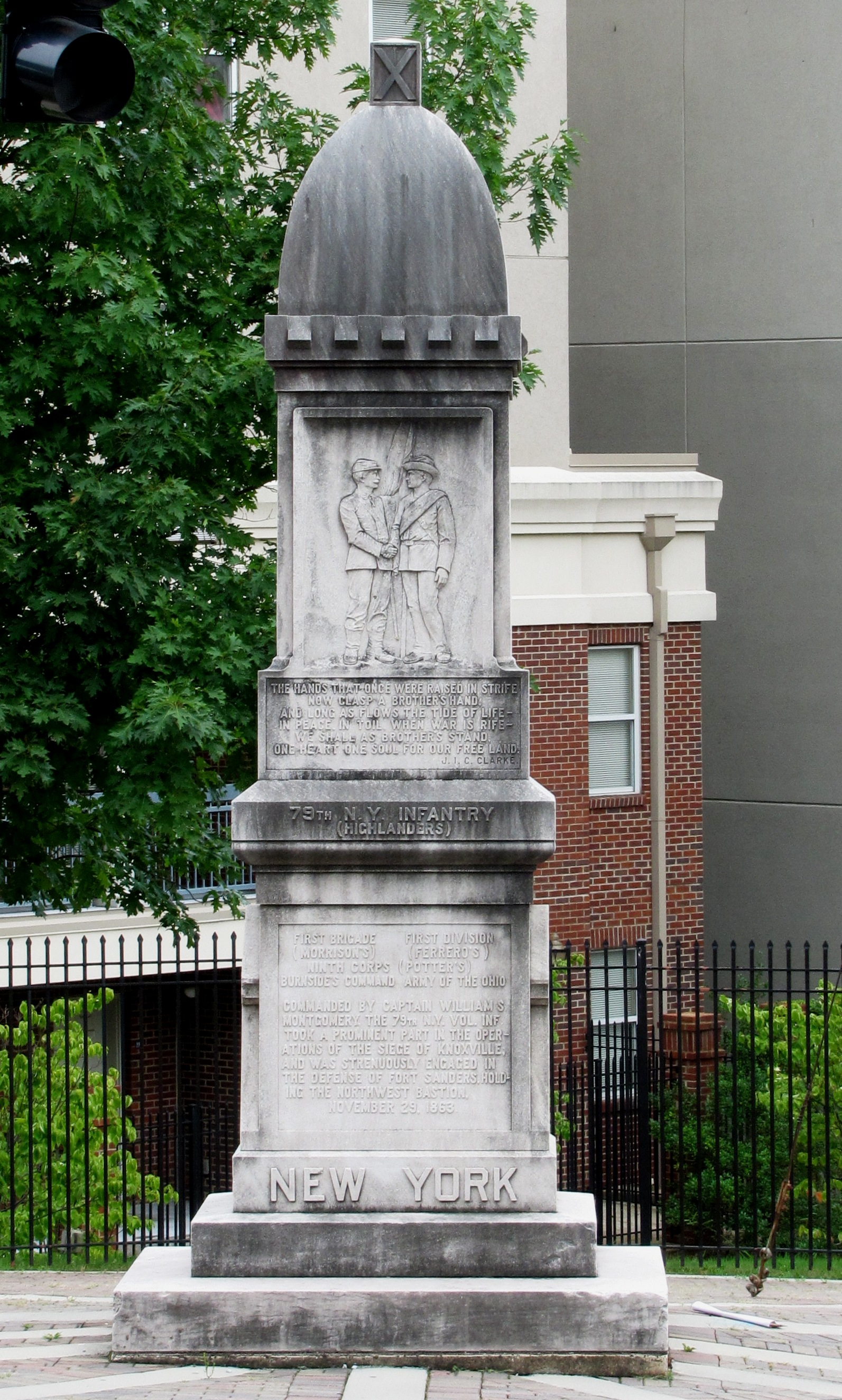
Monument dédié au 79th New York Infantry à Knoxville, Tennessee. Le régiment a joué un rôle de premier ordre en tenant fort Sanders contre un assaut confédéré au matin du 29 novembre 1863.

Le matin du 29 novembre 1683, avant le lever du jour, le 79th New York « Highlander » se place en dehors du fort Sanders dans les positions à partir desquelles le régiment s'est replié la veille. Les hommes se placent dans des trous d'hommes. Alors que les troupes confédérées semblent s'être retirées pour reformer leurs lignes, un canon ouvre le feu à partir d'une batterie confédérée placée près d'« Armstrong house », donnant le signal d'ouverture du bombardement du fort. Les troupes de l'Union refluent alors vers le fort sous un bombardement soutenu. Au lever du jour, les confédérés se lancent à l'assaut et atteignent un fossé avant que les troupes de l'Union n'aient rejoint leurs positions. Le 79th New York « Highlander » repousse deux assauts confédérés. À un moment où les tirs confédérés se relâchent un peu, le sergent Francis W. Judge et deux hommes de sa compagnie enjambent un parapet et tirent sur l'ennemi à quelques mètres d'eux. Les confédérés reculent alors. Judge aperçoit un confédéré avec un drapeau rebelle. Il lui enjoint de lui donner le drapeau et après l'avoir pris retourne vers le fort sous les tirs confédérés. Peu après, le feu confédéré cesse.
Durant ce siège, le premier-sergent Francis W. Judge se verra attribuer la médaille d'honneur à fort Sanders.
« 
Le porteur du drapeau du 51st Georgia Infantry (C.S.A.) ayant planté son drapeau sur le côté de l'édifice, le sergent Judge a sauté hors de sa position protégée, enjambant le parapet, et sous un feu concentré s'est saisi du drapeau et l'a ramené en sécurité au sein du fort.
 »

## Commandants
- Colonel James C. Cameron de juin au  21 juillet 1861[1](p2843)
- Colonel Isaac I. Stevens du 21 juillet 1861 au 28 septembre 1861[1](p2843)
- Colonel Addison Farnsworth du 28 septembre 1861 au 17 février 1863[1](p2843)
- Colonel David Morrison du 17 février 1863 au 31 mai 1864[1](p2843)

## Statistiques
Au moment de la libération du régiment lors de la guerre de Sécession 105 officiers et 1 269 hommes de troupe auront été actifs.
| Détails                                                                                          | Nombre |
| ------------------------------------------------------------------------------------------------ | ------ |
| Morts au combat ou des suites de blessures                                                       | 108    |
| Morts de maladie                                                                                 | 82     |
| Officiers transférés, démissionnaires ou révoqués avant mai 1864                                 | 76     |
| Homme de troupes libérés pour inaptitude liée aux blessures ou maladies, incluant les déserteurs | 747    |
| Officiers libérés le 31 mai 1864                                                                 | 29     |
| Hommes de troupe                                                                                 | 215    |
| Hommes de troupe qui n'ont pas été au terme de leur engagement                                   | 117    |
| Total                                                                                            | 1 374  |